# Жонкьер, Жак-Пьер де ла
Жак-Пьер де Таффанель, маркиз де ла Жонкьер (фр. Jacques-Pierre de Taffanel de la Jonquière, Marquis de la Jonquière; 18 апреля 1685 — 17 марта 1752) — французский адмирал, генерал-губернатор Новой Франции с 1 марта 1746 года до своей смерти в 1752 году.

## Биография
Жак-Пьер де Ла Жонкьер родился в городе Альби, в 12-летнем возрасте поступил на службу во флот. Участвовал в Битве при Тулоне, в 1747 году, несмотря на активное сопротивление, потерпел поражение от превосходящих сил противника в Битве у мыса Финистерре.
Как отмечали современники на службе губернатором Жак-Пьер де Ла Жонкьер проявил себя хорошим администратором, но не очень решительным. Военно-морская карьера в которой было 29 компаний и 9 боёв показала его как человека большой храбрости. Свои военные навыки он широко использовал на благо укрепления Новой Франции перед лицом увеличивающейся британской угрозы.